# Charles Christienne
Le général de brigade aérienne Charles Christienne, né le 11 février 1920 à Lorient (Morbihan) et mort le 23 janvier 1989, à Paris, est un aviateur militaire français. Héros de la France libre durant la Seconde Guerre mondiale, il fut le directeur du Service historique de l'Armée de l'air (SHAA) entre 1974 et 1985.

## Biographie
N'étant entré à l’École de l'air qu'en 1939, il rejoint l'Angleterre en 1940 : pendant la Seconde Guerre mondiale, il sera navigateur sur les bombardiers Halifax de la R.A.F. au sein du Groupe de bombardement Lorraine. Il participe aux bombardements sur Rouen fin août 1944. Il termine la guerre au grade de sous-lieutenant. Il ne sera pilote qu'en 1945.

Dans les années 1950, il lui est confié notamment le commandement de l'escadrille 1/56 "Vaucluse" équipée de Junckers JU-52 et de Dakota ; cette escadrille, issue du BCRA, était utilisée pour les opérations organisées par le SDECE. Il sera ensuite nommé au Secrétariat Général de la Défense Nationale (SGDN) puis à l'état-major de l'Armée de l'air. Il prend sa retraite en 1971 (au grade de général de brigade) et devient directeur du SHAA. 

## Publications
- Charles Christienne, L'Aviation française : 1890-1919, Paris, Atlas, 1988, 207 p. (ISBN 978-2-7312-0645-6 et 2-7312-0645-4)[1].
- général Charles Christienne, général Pierre Lissarrague, Alain Degardin, Patrick Facon et Marcellin Hodeir, Histoire de l'aviation militaire française, Paris, Charles-Lavauzelle, 1980, 557 p.[1].
- Charles Christienne (dir.) et Service historique de l'armée de l'air, Du ballon de Fleurus au Mirage 2000 : les responsables de l'arme aérienne, Paris, SIRPA Service d'information et de relations publiques des armées Air, 1984, 157 p. (ISBN 2-904521-02-X)[1].